# Байштайнер, Йоханна

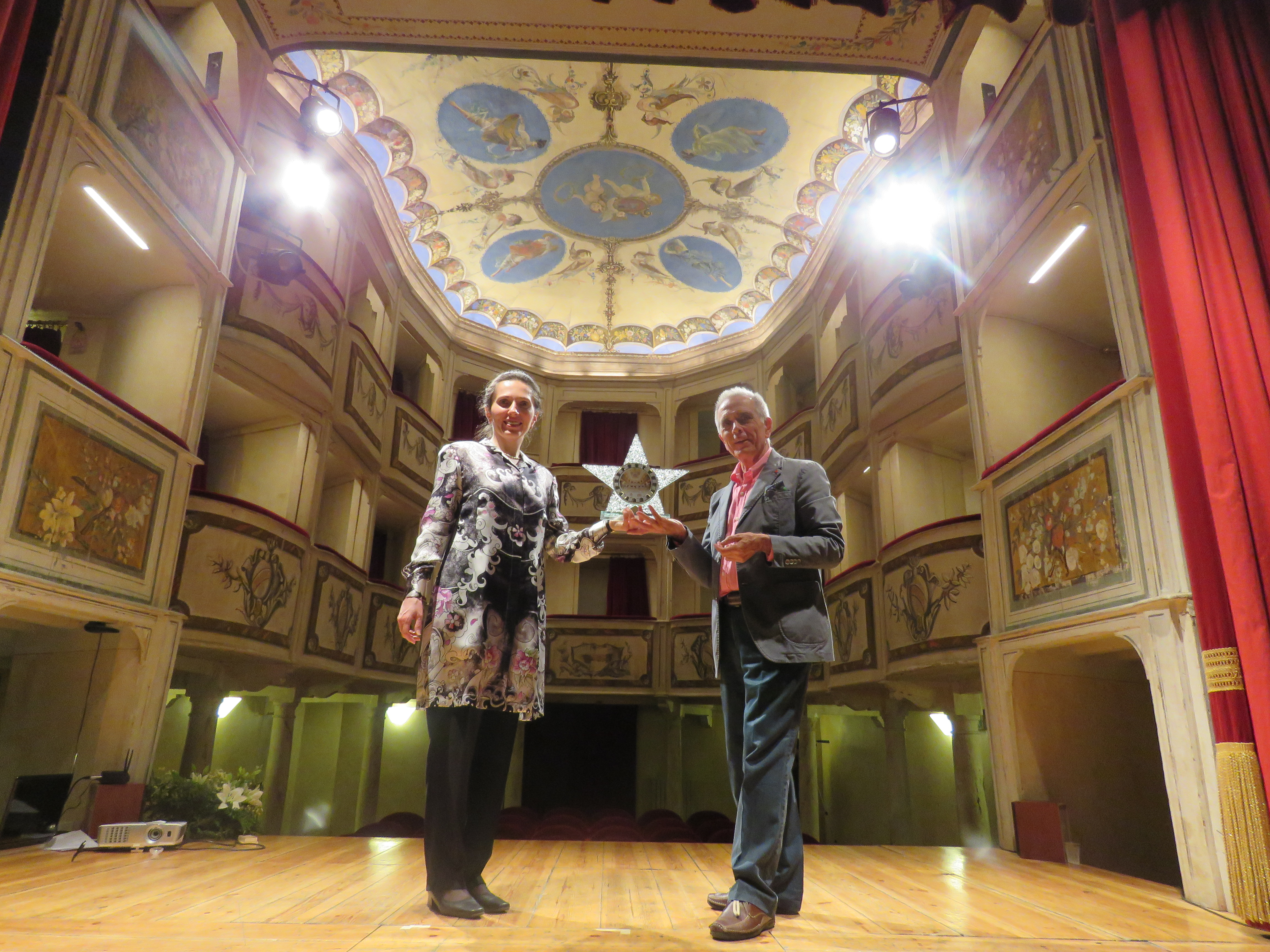
Йоханна Байштайнер (слева) получает Награду Театра делла Конкордия 2016 г. от Эдоардо Бренчи

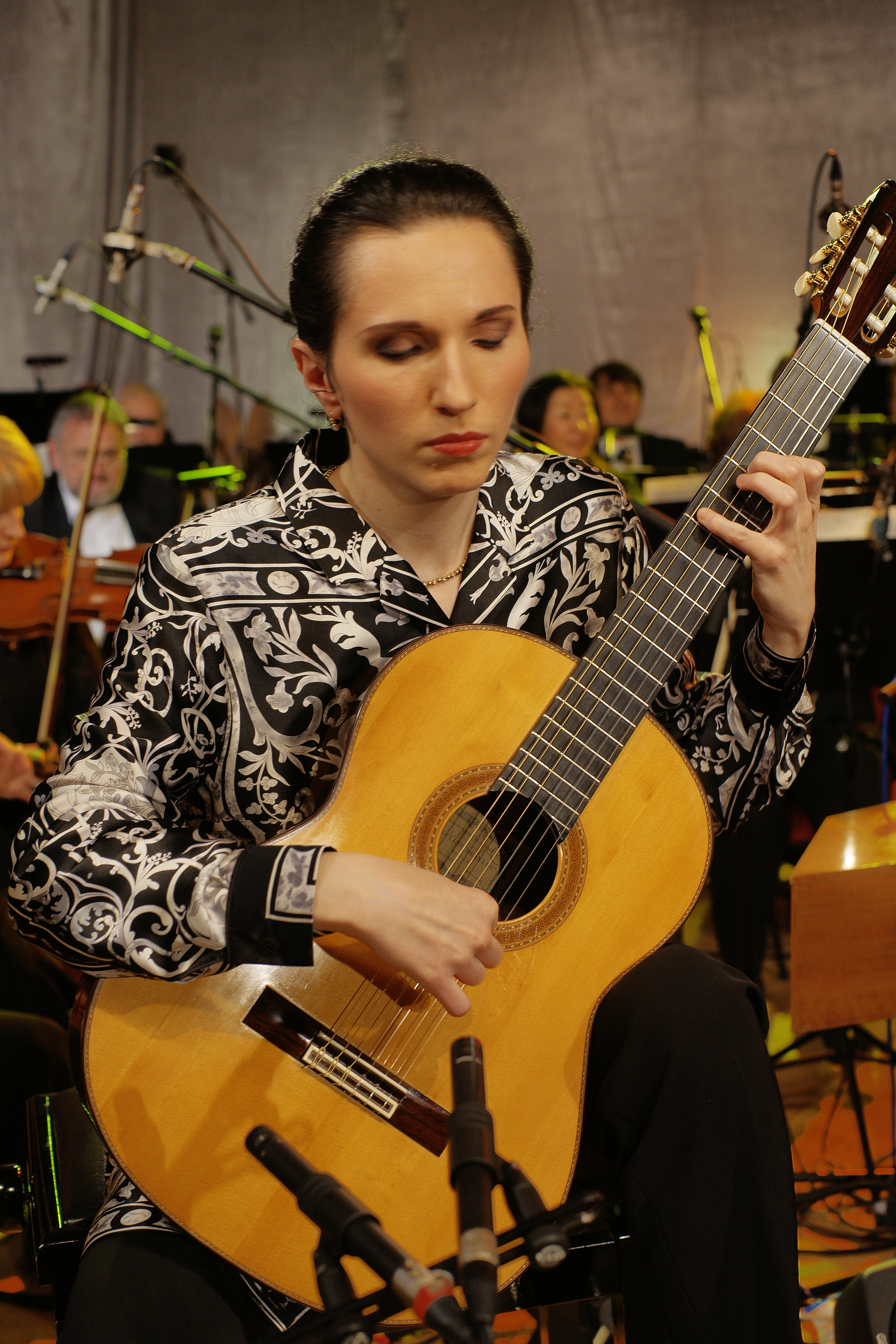
Йоханна Байштайнер с Будапештским симфоническим оркестром, 2009 г.

Йоханна Байштайнер (нем. Johanna Beisteiner; род. 20 февраля 1976 года, Винер-Нойштадт, Австрия) — австрийская классическая гитаристка.

## Биография
Йоханна Байштайнер начала учиться музыке в девятилетнем возрасте в музыкальной школе им. Йозефа Маттиаса Хауэра в Винер-Нойштадте. В 1992 году она поступила в Венский университет музыки и исполнительского искусства, окончив его по классу гитары. Кроме того, Байштайнер изучала музыковедение и в 2005 году защитила там же докторскую диссертацию «Классическая музыка в фигурном катании, синхронном плавании и художественной гимнастике» (нем. Kunstmusik in Eiskunstlauf, Synchronschwimmen und rhythmischer Gymnastik).
Йоханна Байштайнер обладает широким репертуаром от ренессанса до наших дней. В частности, в её исполнении состоялись мировые премьеры произведений композиторов Роберта Гуйи, Рубена Паче и Эдуарда Шафранского. Гитаристка также создаёт собственные произведения. Байштайнер сотрудничала с Сочинским симфоническим оркестром, Мальтийским филармоническим оркестром, Симфоническим оркестром Венгерского радио, Грацской Камерной Филармонией, Будапештским струнным камерным оркестром, с дирижёрами Олегом Солдатовом, Мишель Кастеллетти, Белой Драхошем, Ахимом Голубом, с танцором аргентинского танго Рафаэлем Рамиресом.
В 2017 году Байштайнер была приглашена на Международный фестиваль барочной музыки в Валлетте, чтобы дать концерты в Театре Маноэль, а также Национальной библиотеке Мальты.
Йоханна Байштайнер играет на концертной гитаре мадридского мастера Паулино Бернабе.

## Дискография

### Компакт-диски
- Dance Fantasy (2001)
- Salon (2002)
- Between present and past (2004)
- Virtuosi italiani della chitarra romantica (2007)
- Austrian Rhapsody (2012)
- Don Quijote (2016)

### DVD
- Live in Budapest (2010)

### Музыка к художественным фильмам
- Truce/Перемирие[5] (США 2004, режиссёр: Мэтью Маркони)
- S.O.S Love!/С.O.С. Любов! [6] (Венгрия 2007, режиссёр: Тамаш Шаш)

## Награды и звания
- 2008 г.: Хрустальный трофей 200 лет Театра Конкордиа[7], (Монте-Кастелло-ди-Вибио, Италия.)[8]
- 2011 г.: Почётное членство в обществе Замок Хоэншёнхаузен в г. Берлин, Германия.[7]
- 2016 г.: Наград Театра делла Конкордия 2016 г. для собственного произведения Фантазия на темы балета Минкуса Дон Кихот.[9]